# Cleistes grandiflora
Cleistes grandiflora là một loài thực vật có hoa trong họ Lan. Loài này được (Aubl.) Schltr. mô tả khoa học đầu tiên năm 1926.